# 馬自達F族引擎
馬自達F族引擎是由日本馬自達汽車公司自1983年起陸續研發、生產的直列四缸往復式活塞引擎，其排氣量分別從1.6L至2.2L不等，具有鑄鐵缸體、合金汽缸蓋、正時皮帶等設計。
基本上F族系列引擎可歸納成四類：8氣門SOHC柴油型、8氣門SOHC汽油型、12氣門SOHC汽油型，以及16氣門DOHC汽油型。其中8氣門SOHC汽油型和12氣門SOHC汽油型二者之墊片花紋相同。

## F/MA型
嚴格說來F/MA型和F族引擎沒有關聯，勉強算是其前身而已。
MA型引擎的排氣量1,970c.c.，缸徑80mm、衝程98mm，採SOHC設計，配有二個化油器。此外也有單化油器的亞型，油耗表現更佳。
- 雙化油器版本：最大馬力103hp、最大扭力123ft·lbf。
- 單化油器版本：最大馬力90hp。

該具引擎自1981年起配置燃油噴射系統。車型：
1. 1975年-1981年：第一代929
2. 1975年-1981年：第二代Cosmo
3. 1977年-1981年：第三代Luce
4. 1978年-1982年：第三代Capella / 626 / Montrose
5. 1978年-1985年：第四代B2000 / 福特Courier
6. 1981年-1982年：第四代Luce
7. 1981年-1990年：第三代Cosmo

## F6型
排氣量1,587c.c.的F6型引擎之缸徑81mm、衝程77mm，用以取代舊有的NA型引擎。這是F族裡排氣量最小的引擎，採SOHC、8氣門設計，壓縮比為8.6:1。日規版之最大馬力90ps / 5,700mm，最大扭力13.0kg·m / 3,500rpm。車型：
1. 1978年-1985年：第四代B1600
2. 1982年-1987年：第四代626

## F8型
排氣量1,789c.c.的F8型引擎之缸徑86mm、衝程77mm，壓縮比8.6:1，採SOHC、8氣門設計。日規版之最大馬力100ps / 5,700mm，最大扭力15.2kg·m / 3,500rpm；海外版之最大馬力則為79ps / 5,000rpm，最大扭力13.8kg·m / 2,500rpm。後來衍生出DOHC、16氣門、燃油噴射系統的亞型F8-DE型，最大馬力115ps / 6,000rpm、峰值扭力16.0kg·m / 5,000rpm。車型：
1. 1982年-1987年：第四代626
2. 1983年-1999年：第三代Bongo / 福特Econovan
3. 1987年-1994年：第五代626
4. 1988年-1991年：起亞Concord（英语：Kia Concord）
5. 1988年-1992年：馬自達Persona
6. 1988年-1992年：第一代MX-6
7. 1989年-1992年：Eunos 300
8. 1989年-1994年：起亞Capital（英语：Kia Concord）
9. 1999年-2010年：第四代Bongo[[[Wikipedia:格式手册/链接#章節|錨點失效]]] / 福特Econovan

## FE型
FE型直列四缸引擎排氣量為1,998c.c.，缸徑及衝程皆為86.0mm，壓縮比8.6:1。此具引擎共有三種亞型：
- 8氣門、SOHC、單化油器：最大馬力90hp。
- 8氣門、SOHC、雙化油器：最大馬力110hp / 5,600rpm，最大扭力156N·m / 3,700rpm。
- 12氣門、SOHC、燃油噴射系統：壓縮比高達10:1，最大馬力118hp / 5,300rpm，最大扭力178N·m / 3,700rpm。
- 日規FE-E型：12氣門、SOHC：最大馬力101ps / 4,500rpm，最大扭力16.5kg·m / 4,000rpm[3]。

車型：
1. 1983年-1986年：第四代Luce / 第二代929
2. 1985年：第四代B2000
3. 1985年-1987年：第五代B2000
4. 1986年-1999年：第三代Bongo / 福特Econovan
5. 1986年-1991年：第五代Luce / 第三代929
6. 1987年-1995年：起亞Concord（英语：Kia Concord）
7. 1988年-1992年：馬自達Persona
8. 1988年-1992年：第一代MX-6
9. 1990年-1993年：Eunos Cargo Wagon
10. 1995年-2005年：馬自達Bongo Friendee

## FE-DE型 / FE-ZE型
由於引擎頂部鑄有「FE3」字樣，坊間一般稱呼為「FE3型」，實際上依不同的馬力輸出其正式名稱應為FE-DE型或FE-ZE型。排氣量、缸徑、衝程都沒有改變，但採16氣門、DOHC設計。這具引擎主要搭載於銷往歐洲、紐西蘭、日本等市場的某些626車型，但美國與澳洲除外。自GD平臺於1992年時停產起，該具引擎仍舊搭載於使用GV平臺的626旅行車型，截至1997年止。此外，馬自達亦授權給韓國起亞汽車使用此具引擎，搭載於1995年後生產的起亞Sportage和1992年後生產的起亞Concord上。
按照不同的壓縮比、凸輪軸與ECU行車電腦之組合，這具引擎起碼有五種不同的亞型，但是皆配備了VICS（Variable Inertia Charging System之縮寫）可變進氣系統。馬力輸出：
- FE-DE型：最大馬力145ps / 6,000rpm、最大扭力19.0kg·m / 4,000rpm[4]（日規）。
- FE-ZE型：最大馬力150ps / 6,000rpm、最大扭力18.8kg·m / 4,000rpm[5]（日規）。

車型：
1. 1987年-1994年：第五代626 / Capella
2. 1988年-1992年：第一代MX-6
3. 1989年-1992年：Eunos 300
4. 1992年-1993年：第四代福特Laser 2.0iRS / Meteor 2.0L 16V（南非）
5. 1992年-1995年：起亞Concord（英语：Kia Concord）
6. 1994年-1997年：第六代626 / Capella
7. 1995年-2003年：第一代起亞Sportage（英语：Kia Sportage）

## FET型
此具FET型即為FE型加上燃油噴射及渦輪增壓的版本，可榨出135hp / 5,250rpm的最大馬力237N·m / 2,800rpm的峰值扭力。它也採SOHC、8氣門設計，缸徑與衝程不變，但是沒有設置中冷器。在日本當地，這具引擎被稱作「Magnum Turbo」。車型：
1. 1981年-1986年：第二代929（歐洲除外）
2. 1986年-1987年：第三代929 Coupe（澳洲）
3. 1986年-1987年：第四代626 / Capella
4. 1986年-1987年：福特Laser

## F2型
F2型引擎之缸徑86mm、衝程94mm、排氣量2,184c.c.，可區分成幾種亞型：
- 8氣門、SOHC：搭載於第五代B2200。
- 12氣門、SOHC：壓縮比8.6:1，最大馬力110hp / 4,700rpm、最大扭力176N·m。
- 高馬力版F2H2型：壓縮比9.2:1，最大馬力127hp、最大扭力192N·m，搭載於第五代Luce和第三代929。

車型：
1. 1986年-1991年：第五代Luce / 第三代929
2. 1987年-1992年；第五代626 / Capella
3. 1988年-1992年：第一代MX-6
4. 1987年-1998年：第五代B2200
5. 2006年-2010年：第一代BT-50

## F2T型
此具F2T型渦輪增壓引擎之缸徑與衝程跟F2型一樣，搭載由日本石川島播磨重工業供應、代號「RHB5 VJ11型」的渦輪增壓器，並附中冷器。最大馬力145hp / 4,300rpm，最大扭力190lb·ft。有傳言認為這具渦輪增壓引擎的實力被低估，不過馬自達依然只表示這些數據符合美國SAE與德國DIN的曲軸等級標準，按照各國市場的法律製造出售。由於扭矩輸出增加，馬自達加強了F2T型引擎的H型變速系統，這也是該公司有史以來最堅固耐用的變速箱。車型：
1. 1987年-1992年；第五代626 / Capella
2. 1988年-1992年：第一代MX-6
3. 1989年-1992年：福特Probe（英语：Ford Probe）

## R系列柴油引擎
請參見主條目：馬自達柴油引擎。

R系列雖然是柴油引擎，但其關係與F族汽油引擎非常密切，因為基本上兩者的引擎本體相同、皆採自然進氣的設定，如此一來更證明了F族引擎的耐用度。

### RF型
排氣量1,998c.c.的RF型乃是FE型的柴油版亞型，故兩者的缸徑與衝程皆為86mm。車型：
1. 1987年小改款的第一代Bongo Brawny
2. 1981年-1987年：第一代水星Lynx
3. 1982年-1987年：第四代626
4. 1984年-1986年：第一代福特Tempo
5. 1984年-1987年：第一代福特Escort
6. 1984年-1986年：第一代水星Topaz
7. 1990年-1993年：Eunos Cargo Wagon
8. 1995年-1997年：第一代Proceed Levante，附渦輪增壓器
9. 1997年-1999年：第二代Proceed Levante，附渦輪增壓器
10. 1999年-2003年：第二代鈴木Escudo，附渦輪增壓器

### R2型
R2型屬於衍生自F2型的亞型，排氣量2,184c.c.，缸徑86mm、衝程94mm。車型：
1. 1983年-1999年：第三代Bongo
2. 1999年迄今：第四代Bongo[[[Wikipedia:格式手册/链接#章節|錨點失效]]]

## 其餘以F命名的引擎
以機械結構來看，FS型和FP型跟前述的F族引擎缸體相差很多，它們的缸徑更小、甲板高度更短、汽缸頭與尺寸更小。坦白說，這兩具引擎反而更近似BP型引擎。

### FS型
排氣量1,991c.c.的FS型引擎之缸徑83mm、衝程92mm，採直列四缸、DOHC、16氣門設計。按照不同的調校程度，各地市場的FS-DE型馬力輸出表現不一：
- 北美洲：壓縮比9.1:1，最大馬力130hp / 6,000rpm、最大扭力135lbs·ft / 4,000rpm。
- 北美洲「Protegé MP3」限量版：最大馬力140hp / 6,000rpm、最大扭力142lbs·ft / 4,500rpm。
- 歐洲：壓縮比9.7:1，最大馬力129hp / 6,000rpm、最大扭力124lbs·ft / 4,500rpm。
- 澳洲：壓縮比9.7:1，最大馬力131hp / 6,000rpm、最大扭力126lbs·ft / 4,000rpm。
- 日本：壓縮比9.0:1，最大馬力140ps / 6,300rpm、最大扭力18.2kg·m / 4,800rpm。

FS-DE型引擎具有下述特點：
1. 機油噴射器（oil squirter）
2. VICS（Variable Inertia Charging System之縮寫）可變進氣系統：藉由改變進氣歧管的長度和形狀，在低轉速域使用長歧管，高於4,500rpm的高轉速域使用短歧管，以增強氣流的流動慣性、提高進氣效率、降低油耗、提升扭矩等。不過，2005年12月14日卻發生由於固定VICS蝴蝶型閥門的螺絲容易鬆脫，最後被吸進引擎內部導致故障；因此馬自達美國分公司宣布召回2003年3月3日至同年7月31日製造的第九代Protegé回廠檢修[6]。
3. VTCS（Variable Tumble Control System之縮寫）可變渦流控制系統：在進氣歧管安裝一組蝴蝶型閥門，在冷車發動或低轉速時關閉，其作用乃是改善引擎廢氣排放[7]。

此外，日規版的FS-ZE型壓縮比提高至10.4:1，可輸出最大馬力170ps / 6,800rpm，峰值扭力18.4kg·m / 5,000rpm。而且此具引擎具有「稀釋燃燒」（（日語）ダイリューテッドバーン，即diluted burn）技術，其特點在於將油氣混合燃燒後的氣體再度循環導入進氣程序，以提升燃油效率、降低油耗。車型：
1. 1991年-1997年：Ẽfini MS-6
2. 1991年-1998年：馬自達Cronos
3. 1992年-1994年：Autozam Clef
4. 1992年-1997年：第二代MX-6
5. 1993年-1997年：福特Probe
6. 1997年-2002年：第七代626 / Capella
7. 1999年-2002年：第二代MPV（日本）
8. 2001年-2003年：第一代Premacy

### FS-DET型
美規Mazdaspeed Protegé專用之FS-DET型引擎的排氣量、缸徑、衝程皆與FS型相同，壓縮比為9.1:1。配合美國蓋瑞特航空研究提供的GT2554RLS型渦輪增壓器，可輸出170hp / 6,000rpm的最大馬力、160lbs·ft / 3,500rpm的峰值扭力。根據美國《人車誌汽車雜誌》（Car and Driver Magazine）的測試，在0-60mph加速花費6.9秒。車型：
1. 2003年：Mazdaspeed Protegé（北美洲）

### FP型
排氣量1,839c.c.的FP型引擎之缸徑83.0mm、衝程85.0mm，日規版FP-DE型引擎可達最大馬力125ps / 6,000rpm、最大扭力16.3kgm / 4,500rpm。雖然FP型有許多元件與FS型共用，但汽缸本體、曲軸、連桿、活塞和正時皮帶除外。此外，由於稍微不同的凸輪軸及更佳的連桿比例，FP型的動力表現也比FS型好。車型：
1. 1992年-1999年：Eunos 500
2. 1997年-2002年：第七代626 / Capella
3. 1998年-2003年：第九代323 / Protegé / 323 Astina（澳洲）
4. 1999年-2001年：第一代Premacy

## 內部連結
- 馬自達引擎列表
- 馬自達L族引擎
- 馬自達Z族引擎
- 馬自達MZR引擎

## 外部連結
- （日語）マツダ, F8-DE型エンジン
- （日語）マツダ, FP-DE型エンジン